# Orte
Orte település Olaszországban, Viterbo megyében. Lakosainak száma 9065 fő (2023. január 1.). Orte Amelia, Gallese, Magliano Sabina, Otricoli, Vasanello, Bassano in Teverina, Giove, Penna in Teverina és Narni községekkel határos.

## Népesség
A település népessége az elmúlt években az alábbi módon változott:
| Lakosok száma | 8816 | 8795 | 9065 |
|               | 2017 | 2018 | 2023 |